# Nishi Hongan-ji
Nishi Hongan-ji (jap. 西本願寺) – buddyjski kompleks świątynny w Kioto w Japonii, usytuowany w dzielnicy Shimogyō-ku. Jeden z dwóch kompleksów świątynnych buddyjskich należących do szkoły Jōdo-shinshū. Drugim jest sąsiadujący z nim kompleks Higashi Hongan-ji. Jōdo-shinshū jest szkołą Czystej Krainy, a Nishi Hongan-ji (świątynia zachodnia) i Higashi Hongan-ji (świątynia wschodnia) są głównymi świątyniami dwóch frakcji tej tradycji buddyzmu.

## Historia
Nishi Hongan-ji jest najważniejszą świątynią tej tradycji buddyzmu z około 10 000 świątyń w Japonii oraz około 200 poza jej granicami. Świątynia została zbudowana przez Hideyoshiego Toyotomiego, po tym jak główna siedziba sekty Ishiyama Hongan-ji w Osace została zniszczona przez Nobunagę Odę z powodu mieszania się sekty w bieżącą politykę. Na terenie kompleksu znajduje się pięć budowli, które reprezentują najwspanialsze przykłady architektury i osiągnięć artystycznych z okresu Azuchi-Momoyama. 
W 1617 roku większość budynków świątyni została zniszczona przez pożar. Część z nich została odbudowana z materiałów uzyskanych w wyniku rozbiórki zamku Fushimi. Powody, dla których do dzisiaj istnieją dwie (wschodnia i zachodnia) świątynie Hongan-ji, są czysto polityczne. Na początku XVII wieku Ieyasu Tokugawa, siogun, który sprawował realną władzę w Japonii, podżegał do schizmy pomiędzy dwoma frakcjami świątyni. Celem było ograniczenie wpływu jednej z najbardziej wpływowych świątyń w Japonii. 
W 1864 roku Higashi Hongan-ji (wschodnia) została prawie w całości zniszczona przez pożar. Większość jej budynków została odbudowana w końcu XIX lub na początku XX wieku. Zachodnia Hongan-ji zachowała się. Budynki tej świątyni w dużej części zostały uznane za Skarby Narodowe Japonii, a świątynia jako całość jest wpisana na listę światowego dziedzictwa UNESCO od grudnia 1994 jako część Zespołu zabytkowego dawnego Kioto, Uji i Ōtsu.

## Najważniejsze budynki świątyni

### Pawilon fundatora
Pawilon założyciela o nazwie Goei-dō (御影堂) został ukończony w 1636 roku i jest zarejestrowany jako Skarb Narodowy Japonii. Jest potężnym budynkiem niewiele mniejszym od pawilonu fundatora w pobliskiej Higashi Hongan-ji. Ma wymiary o długości 62 m, szerokości 48 m i wysokości 29 m. Wewnątrz pawilonu znajduje się posąg Shinrana. Nad ołtarzem znajduje się tablica, na której złotymi znakami (kanji) zapisane jest jego imię pośmiertne 見真 (Kenshin), którego używa się z honorowym tytułem daishi (大師) nadanymi Shinranowi pośmiertnie przez cesarza Meiji.

### Główny pawilon
Główny pawilon Amida-dō został zbudowany w 1760. W ołtarzu głównym znajduje się przedstawienie Amidy. W ołtarzach bocznych znajdują się: portret nauczyciela Shinrana mnicha Hōnena (1133–1212) oraz portret księcia Shōtoku Taishi (574–622), który znany jest jako ojciec japońskiego buddyzmu.

### Karamon
Brama Karamon (唐門) pochodzi z 1598 roku. Została przeniesiona do świątyni z zamku Fushimi po jego rozebraniu w 1632 roku. Jest zarejestrowana jako Skarb Narodowy Japonii.
Tego typu bramy charakteryzują się łukowatym okapem dwuspadowego dachu. Są używane przy wejściach do zamków, świątyń buddyjskich i chramów shintō.

### Hiunkaku
Jest to unikalny trzykondygnacyjny nieregularny budynek (pawilon), który według tradycji został zbudowany w latach 1584–1586 na terenie zamku Jurakutei (lub Jurakudai; 聚楽第), należącego do Hideyoshiego Toyotomiego i został przeniesiony do świątyni około 1619 roku. Obecnie jednak wielu badaczy uważa, że budynek został zbudowany później, pomiędzy 1624 a 1644 rokiem. Pawilon uważany jest za jeden z trzech najsłynniejszych budynków tego typu w Kioto oprócz Złotego Pawilonu (Kinkaku-ji) i Srebrnego Pawilonu (Ginkaku-ji). Otacza go ogród o nazwie Tekisui-en (滴翠園). 

### Shoin
Kompleks w stylu shoin-zukuri (styl gabinetowy). Składa się z dwóch części: Taimensho i Shiro-shoin. Budynek Taimensho powstał między rokiem 1624 a 1644, Shiro-shoin jest nieco starszy. Wnętrza zdobione malunkami ściennymi. Po wschodniej stronie znajduje się kamienny ogród Kokei-no-niwa (虎渓の庭). Obiekt zwykle nie jest otwarty dla zwiedzających.

## Galeria

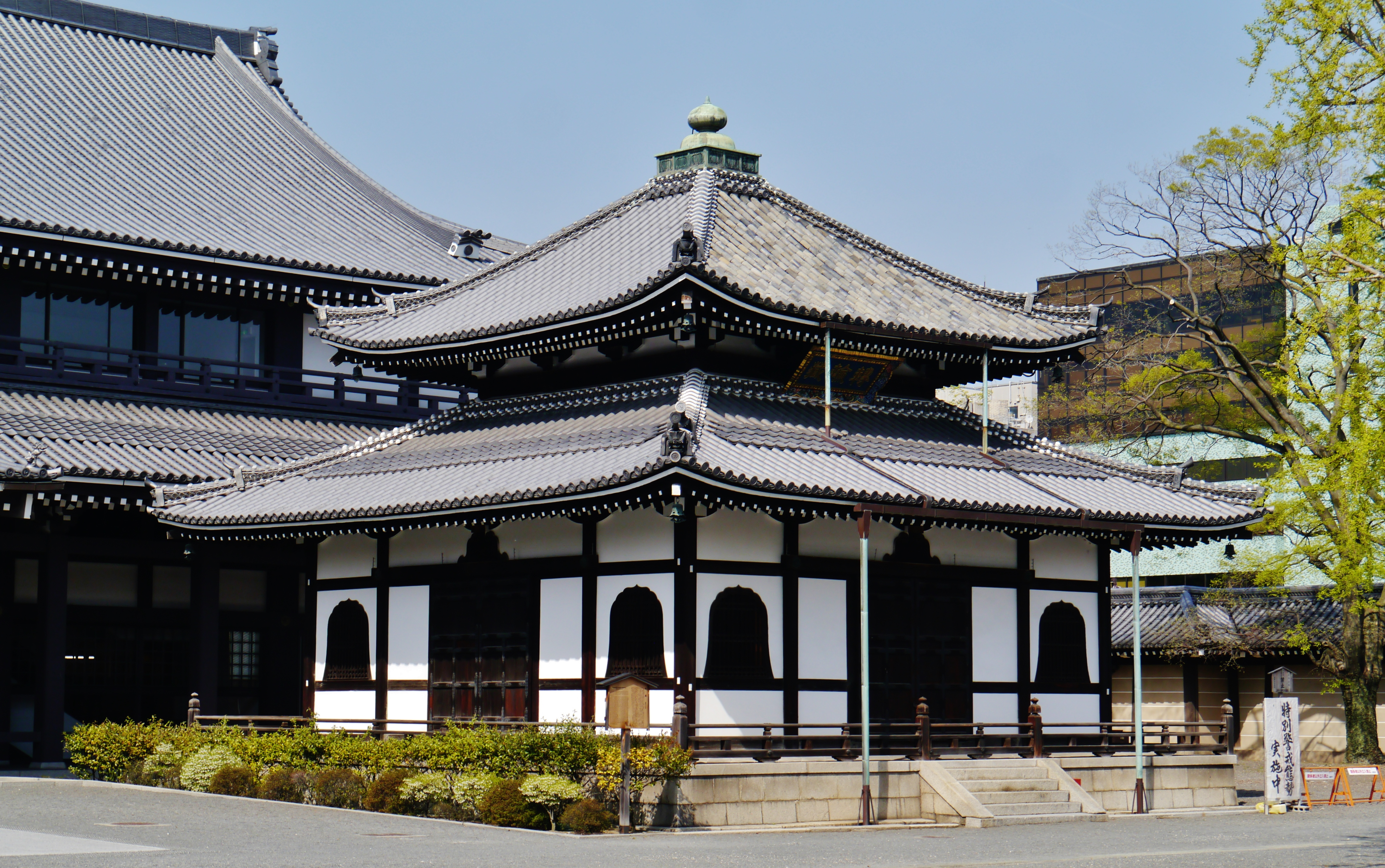
Repozytorium pism
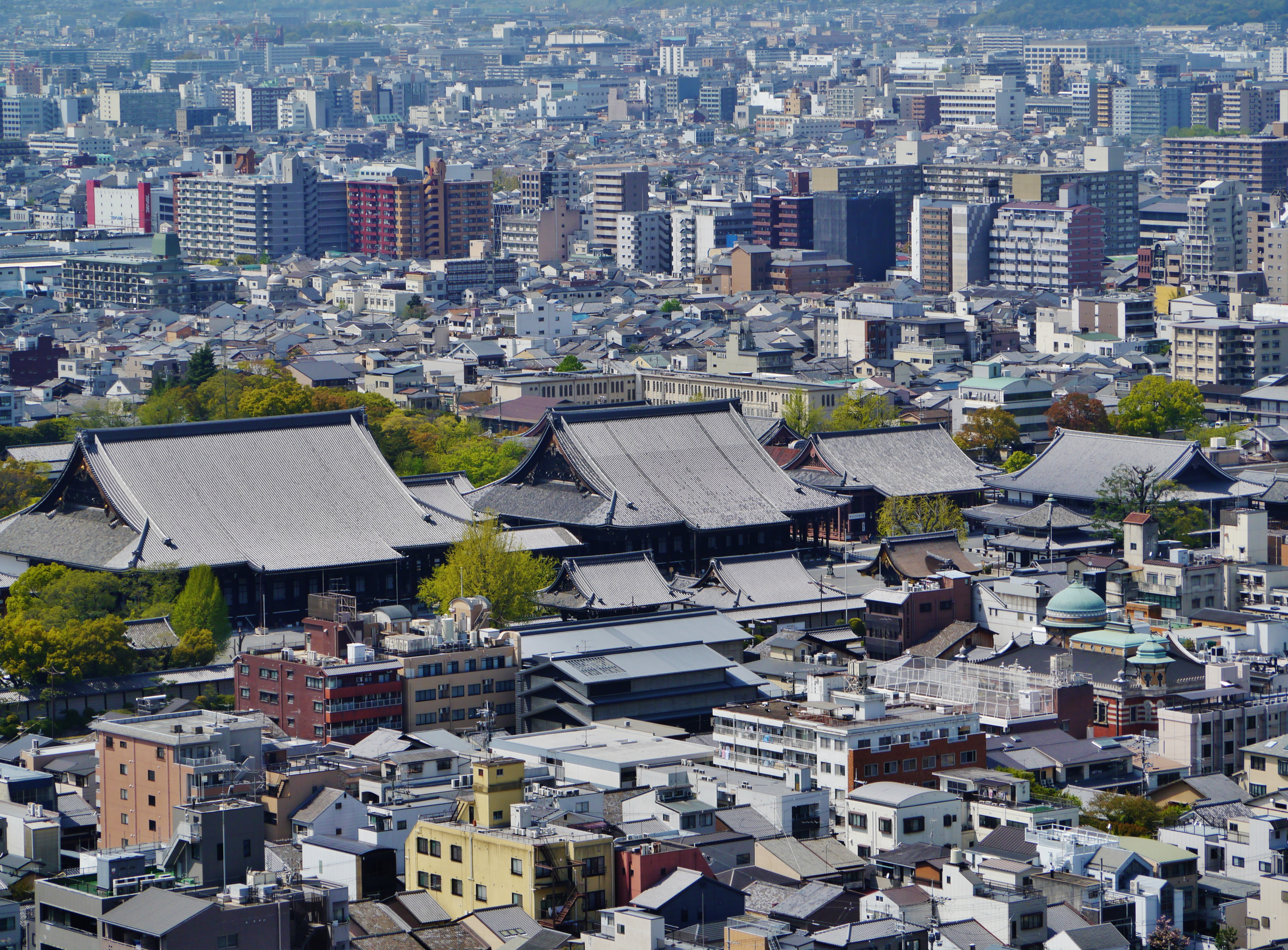
Widok z Kyoto Tower na Nishi Hongan-ji
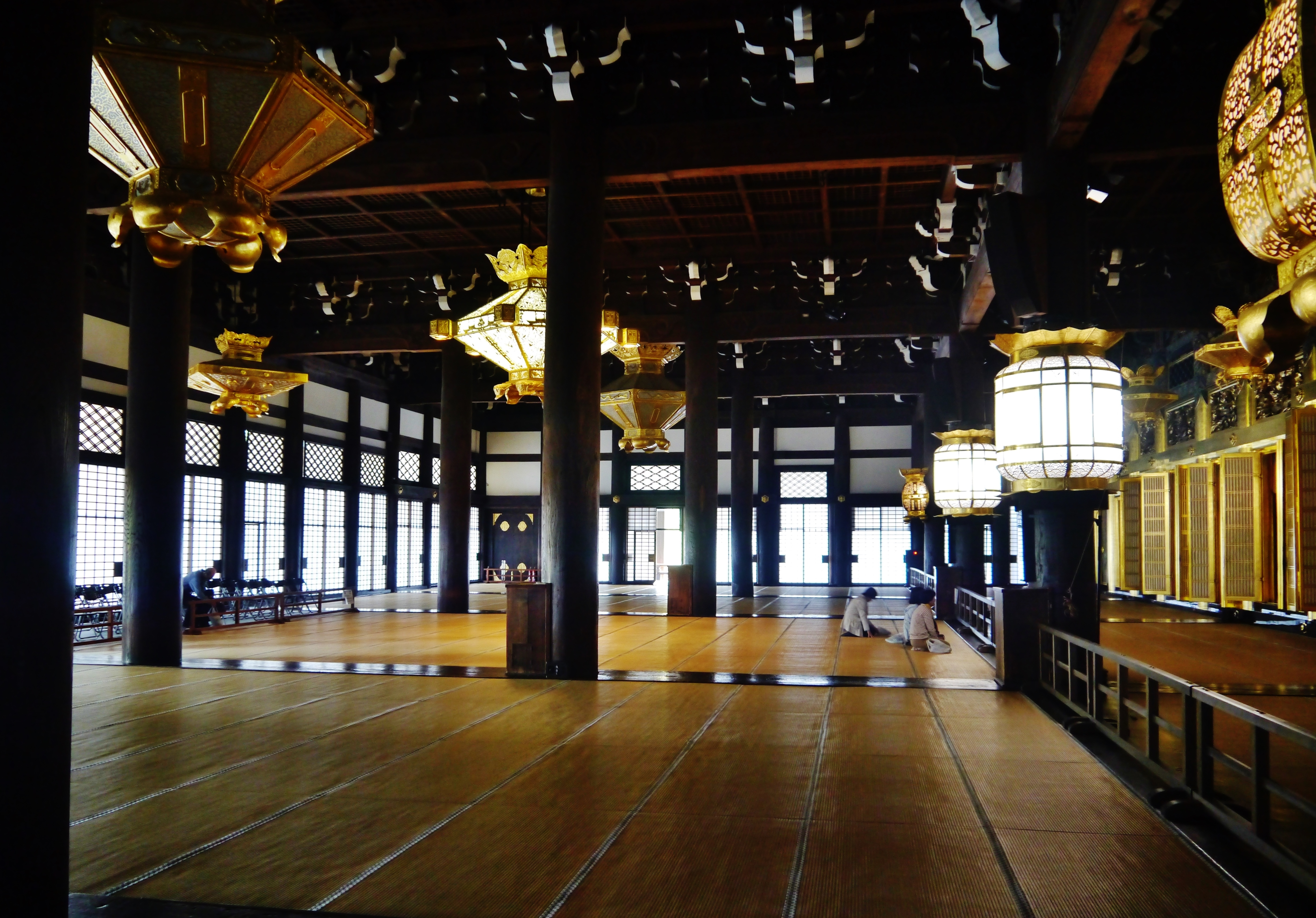
Wnętrze Goei-dō
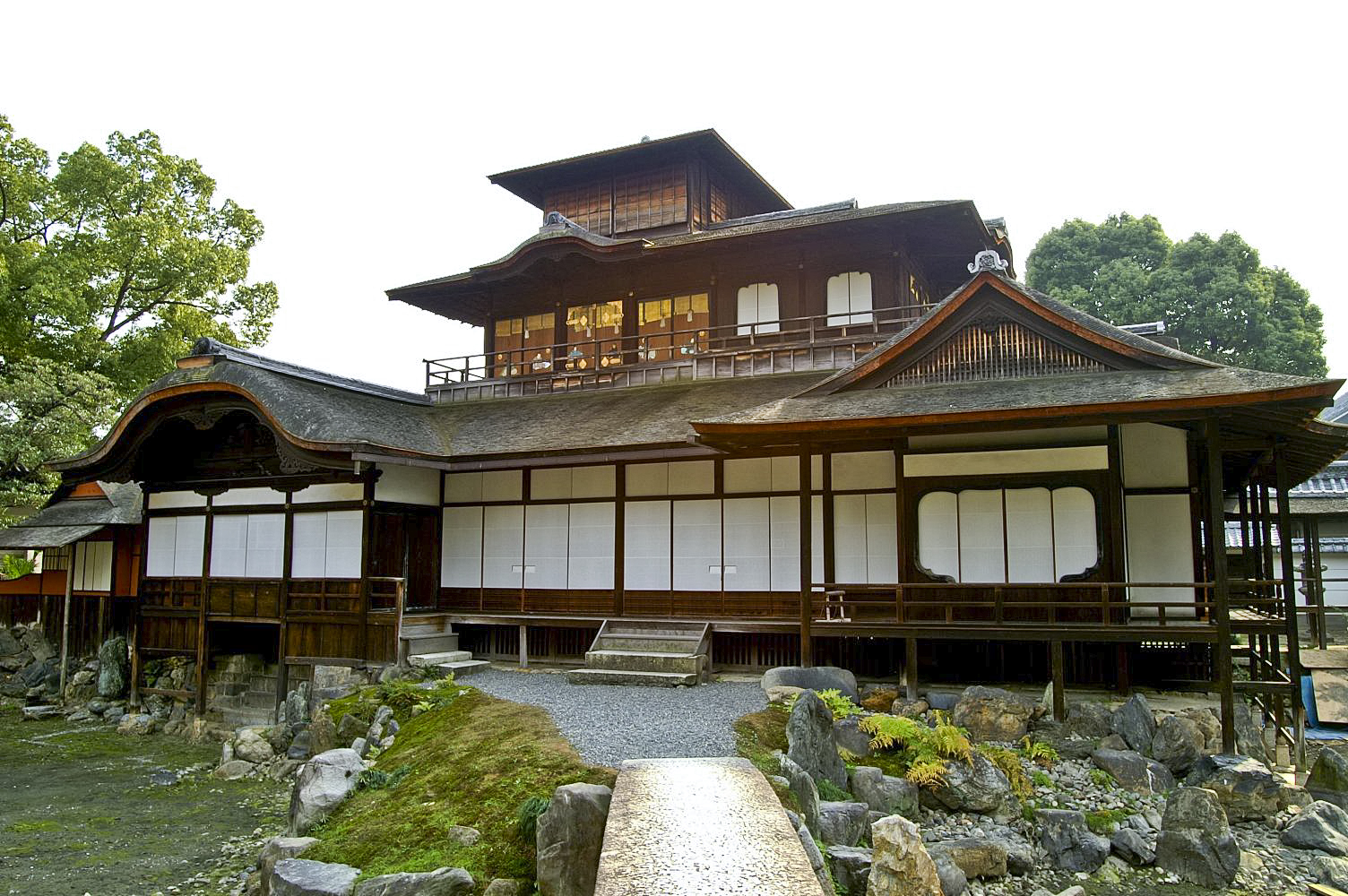
Hiunkaku
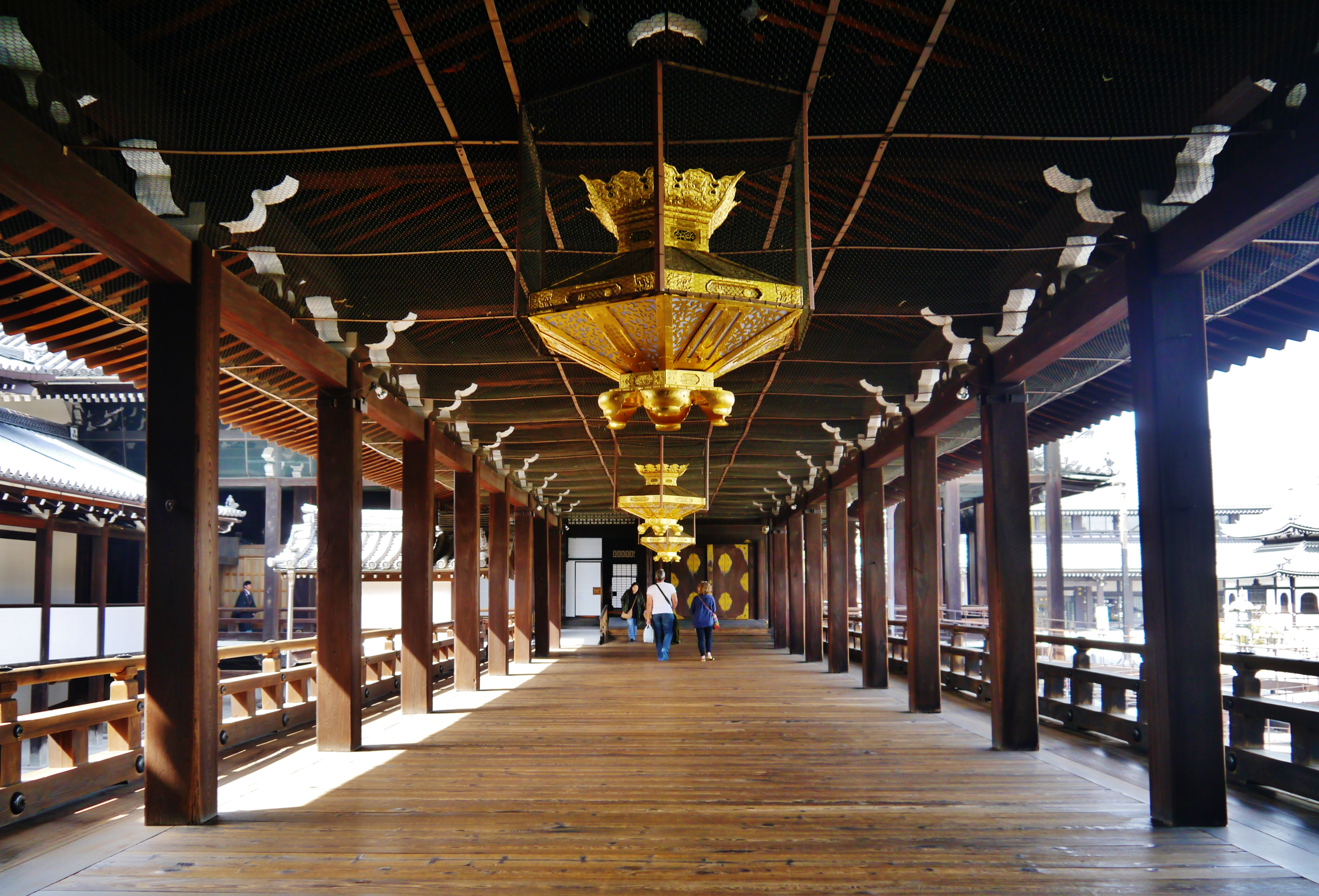
Przejście pomiędzy pawilonami